# 漢中市龍崗學校
漢中市龍崗學校（英語：Hanzhong Longgang School）是一所創建於西元2008年的寄宿制、小班化的民办基础教育学校。现任校长为高翔，高中部校长为胡勇，初中部校长为张义华，初中部副校长为夏超，小学部校长为由华蕾，小学部副校长为谌理秦。

## 簡介
地处陝西省漢中市南郑区大河坎，占地168亩，建筑面积13万平方米，在校师生6000余人。

## 学校特色
注重人本、人文、人和，尊重人、发展人、成功人，最大化地彰显人的生命价值。
办学追求：为中华民族培养时代英才。
办学理念：
◎管理理念：集才凝智、人文关怀。
◎教学理念：关注个性、创造成功。
◎德育理念：超越教化、心灵耕耘。
◎服务理念：用心做事、爱心育人。
校训：静听善思、博学笃行
教风：感恩、团队、学习、智慧
学风：求真、求实、求细、求活
校风：向学、向上、向善、向美
学校的战略目标是：一 流的质量，卓 越的队伍，优质的服务，成为师生精神家园和成长乐园的和谐的学校氛围。
学校的文化价值观是：
——创造适合每个学生的教育，创办人民满意的学校。——追求卓越，反对平庸，改革创新，敢为人先。
——在工作过程中研究，在研究状态下创造，建设“研究创新型学校”。
——注重人本、人文、人和，尊重人、发展人、成功人，最大化地彰显人的生命价值。
——坚持持续改进的管理策略，以灵活创新的办学机制解放与发展教育生产力——培养具有中国灵魂、世界眼光和多元文化理解能力的一流人才。

## 相关及争议
目前，据相关民间論壇调查显示，此校部分学生对学校认同該校之管理模式，口碑较好。
但也有人指出，该中学存在不让该校成绩较低考生在该校参加高考，以及高价买入高分高考成绩等行为。另外，此校生活区亦有强行收缴学生物品，宿舍设施非学生人为损坏不予修理，公物赔偿价格远超采购价，教师随意翻动学生床柜等行为。此校校园小卖部亦因售卖商品价格普遍远高于市场价而饱受垢病，甚至被本校学生戏称为“学生抢钱中心”。而且在教育部明确规定不得在校园设置小卖部的规定下仍正常经营。2021年8月教育部“双减”政策出台后，此校拒不执行，于开学第三日（9月5日）进行大型考试，内容为尚未正式学习但假期要求预习的内容。同时，学校原本违规的“周末素质提高课”被偷梁换柱为“周末托管”，并强制要求学生写申请书表明“自愿参加并缴费”，引起学生不满。此校对于学生管理亦较为严格，有教师体罚学生现象。2022年五一假期，该学校高层以“防控疫情”为由，公然违反教育部《未成年人学校保护规定》，将原本五天的法定节假日缩至两天假期，引起学生普遍不满。后此校在学生的普遍抗议以及教育局的勒令下恢复四天半假期，但新布置大量书面作业，远超五天假期之正常作业量。
2022年12月中旬，此校以防控疫情为由封校长达25天，期间任何人不允许出校。在封校期间，校园小卖部多种生活用品的价格均有较大上涨。2022年12月7日，此校初中部副校长潘方宁老师因突发心脏病逝世。随后，由于全社会面的防疫政策有所放松，于12月8日解除封校。
2024年1月中旬，高二年级餐厅因为卫生问题导致部分学生产生呕吐等不良反应，不少学生痊愈返校后被要求签署学校免责书。次日，学校领导组织班主任陪餐活动，学校领导、班主任与学生同打饭、吃饭，意图掩饰学生食物中毒问题。值得注意的是，部分学校领导、班主任在陪餐活动中仅拍照走形式，并未真正陪餐。据悉，这已经不是高中部餐厅第一次爆出食物卫生问题，此前餐厅的面皮被抽检时大肠杆菌超标、食物中吃出异物等情况层出不穷，该校的食品安全问题仍不容小觑。